# Port St. Joe (Florida)
Port St. Joe település az Amerikai Egyesült Államok Florida államában, Gulf megyében, melynek megyeszékhelye is. Lakosainak száma 3357 fő (2020. április 1.).

## Népesség
A település népességének változása:

| 2010 | 3 445 |
| 2020 | 3 357 |